# Louis W. Emerson

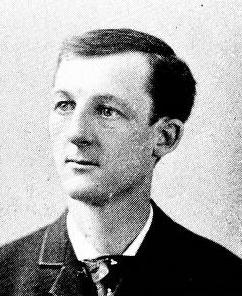
Louis W. Emerson (1893)

Louis Woodard Emerson (* 25. Juli 1857 in Warrensburg, New York; † 10. Juni 1924 ebenda) war ein US-amerikanischer Politiker. Zwischen 1899 und 1903 vertrat er den Bundesstaat New York im US-Repräsentantenhaus.

## Werdegang
Louis Woodard Emerson wurde ungefähr vier Jahre vor dem Ausbruch des Bürgerkrieges im Warren County geboren. Er besuchte die Bezirksschule und graduierte dann an der Warrensburg Academy. Danach ging er Bauholz- und Bankgeschäften nach, war aber auch als Hersteller tätig. Politisch gehörte er der Republikanischen Partei an. Er saß zwischen 1890 und 1893 im Senat von New York. Ferner nahm er 1888, 1892 und 1896 als Delegierter an den Republican National Conventions teil.
Bei den Kongresswahlen des Jahres 1898 für den 56. Kongress wurde Emerson im 23. Wahlbezirk von New York in das US-Repräsentantenhaus in Washington, D.C. gewählt, wo er am 4. März 1899 die Nachfolge von Wallace T. Foote junior antrat. Er wurde einmal wiedergewählt und schied dann nach dem 3. März 1903 aus dem Kongress aus.
Nach seiner Kongresszeit nahm er in Warrensburg wieder seine früheren Geschäftsaktivitäten auf. Er starb dort ungefähr sechs Jahre nach dem Ende des Ersten Weltkrieges. Sein Leichnam wurde auf dem Stadtfriedhof beigesetzt.